# 日本哺乳類学会
一般社団法人日本哺乳類学会（にほんほにゅうるいがっかい、The Mammal Society of Japan）は、哺乳類に関する研究の促進と哺乳類への理解を広めることを目的とした学会である。本学会には研究者だけではなく、一般の個人も入会することができる。2022年6月末時点の会員数は1021名、団体会員は12である。
主な活動は、会誌の発行、研究発表会・講演会・見学等の実施、関連する各学会・研究機関との連携などである。
1923年に発足された日本哺乳動物學會を前身とする。戦後の1946年に哺乳動物談話会が設立、1949年に日本哺乳動物学会が発足した。また、それとは別に1955年にネズミ研究グループが発足し、1960年に哺乳類研究グループに改称した。1987年に日本哺乳動物学会に哺乳類研究グループが吸収合併される形で日本哺乳類学会が設立された。2014年からは一般社団法人に移行した。

## 組織
2023年時点における役員構成は以下の通り。
- 理事長
- 常任理事
  - 庶務担当
  - 財務担当
  - 英文誌編集委員担当
  - 和文誌編集委員担当
  - 保護管理専門委員会担当
  - 国際交流委員担当
  - 大会企画・将来構想委員会
  - 広報・情報委員会
- 理事
- 監事
- 代議員

## 歴代会長（理事長）

### 日本哺乳動物学会
- 渡瀬庄三郎（1923年 - 1929年？） - 日本哺乳動物学会初代会頭
- 黒田長禮（1949年 - ？） - 日本哺乳動物学会第2代会頭。日本哺乳動物学会名誉会長[7]
- 今泉吉典（1965年 - 1981年）
- 内田照章（1984年 - 1986年）[8]

### 日本哺乳類学会
- 内田照章（1987年 - 1990年）[8]
- 阿部永（1991年 - 1994年）[9]
- （1995年 - 1996年）
- 阿部永（1997年 - 1998年）[9]
- 三浦慎悟（2005年 - 2008年？）
- 織田銑一（2009年 - 2012年）[10]
- 梶光一（2013年 - 2015年）[11]
- 遠藤秀紀（2016年 - 2019年）[12][13]
- 押田龍夫（2020年 - ）[14]

## 過去の組織構成

### 日本哺乳動物學會
1923年（大正12年）1月25日（第1回会合）、「日本哺乳動物學會」が、渡瀬庄三郎、田子勝彌、内田清之助、黒田長禮、小林桂助、岸田久吉により設立。会長：渡瀬庄三郎：（世話人）岸田久吉。1929年の渡瀬庄三郎の死去により中断する。

### 哺乳動物談話会
1946年（昭和21年）7月19日、哺乳動物談話会（第1回例会=設立例会） 発起人は、直良信夫（早大）、林寿郎（動物園）、今泉吉典 （林業試験場鳥獣調査室）、高島春雄（文理大）、花岡利昌（資源研）、山田致知 (東大医解剖)。花岡は奈良に赴任予定のため、世話人は彼を除く5名の発起人が就任した。日本哺乳動物学会に発展した暁には黒田長礼博士を推戴することも決まる。
1949年（昭和24年）3月19日、哺乳動物談話会（第21回例会=最終、同日より日本哺乳動物学会に改称）。1949年度（1949年4月30日〜） 会頭：黒田長礼；評議員：阿部余四男、青木文一郎、犬飼哲夫、岡田弥一郎、直良信夫、岸田久吉、黒田長久：幹事：今泉吉典、福田信正、山田致知、高島春雄、石渡達六郎

### 日本哺乳動物学会
- 1949年（昭和24年）3月19日、哺乳動物談話会から日本哺乳動物学会に改称[15]
- 1950年度 会頭：黒田長禮；評議員：阿部余四男、青木文一郎、犬飼哲夫、平岩米吉、直良信夫、岸田久吉、黒田長久：幹事：高島春雄、石渡達六郎、福田信正、今泉吉典[18]
- 1954年度 会長：黒田長禮；委員：藤原英司、今泉吉典、古賀忠道、岸田久吉、直良信夫、斎藤弘吉、高島春雄[19]
- 1956年度 会長：黒田長禮；委員：藤原英司、今泉吉典、岸田久吉、古賀忠道、黒田長久、直良信夫、斎藤弘吉、高島春雄[20]
- 会員数（1963年4月1日現在）：171個人、1団体，計172[21]。
- 1965年4月〜1967年3月 理事長：今泉吉典；理事：林寿郎、平岩馨邦、Sherman A. Hoslett、今泉吉典、犬飼哲夫、岸田久吉、古賀忠道、黒田長久、直良信夫、西脇昌治、小川鼎三、宇田川竜男[22]
- 1967年4月〜1969年3月 理事長：今泉吉典；理事：林寿郎、（平岩馨邦）、Sherman A. Hoslett、今泉吉典、犬飼哲夫、岸田久吉、古賀忠道、黒田長久、直良信夫、西脇昌治、小川鼎三、岡田彌一郎、下泉重吉、宇田川竜男、吉川徹雄[23]
- 1971年4月〜1973年3月 会長：今泉吉典；評議員：古賀忠道、黒田長久、林寿郎、朝日稔、西脇昌治、宇田川竜男、宮尾嶽雄、内田照章、犬飼哲夫、阿部永、直良信夫；事務局長：小原秀雄[24]
- 1974年4月〜1976年3月 会長：今泉吉典、事務局長：小原秀雄、評議員：阿部永、朝日稔、林寿郎、犬飼哲夫、古賀忠道、黒田長久、宮尾嶽雄、中川志郎、西脇昌治、内田照章、宇田川竜男、吉行瑞子、会計監事：増井光子、吉川徹雄、幹事：伊藤政顕、今泉忠明、小森厚、粕谷俊雄、小原巌、斎藤勝、祖谷勝紀、吉行瑞子[25]
- 1978年4月〜1980年3月 会長：今泉吉典、事務局長：宇田川竜男、会計監事：小森厚、小原巌、会計幹事：伊藤政顕、庶務幹事、伊東員義、平田久、小原巌、斎藤勝、二宮博義、宮崎伸之[26]
- 1980年4月〜1982年3月 会長：今泉吉典、事務局長：宇田川竜男、評議員：朝日稔、吉行瑞子、阿部永、宮尾嶽雄、小原秀雄、西脇昌治、宇田川龍男、内田照章、古賀忠道、中川志郎、黒田長久、増井光子、会計監事：小森厚、小原巌、会計幹事：伊藤政顕、庶務幹事、伊東員義、平田久、小原巌、斎藤勝、二宮博義、宮崎伸之[26]。

### ネズミ研究グループ
1955年発足。創成期の代表は平岩馨邦、2代目代表は徳田御稔。
文部省科学研究給費補助金「防鼠のための基礎動物学的研究」（代表は平岩馨邦）により、1955-1957年のネズミ研究グループが組織された（11名のメンバーで総額176万円）。当初の公式メンバーは、平岩馨邦、徳田御稔、犬飼哲夫、太田嘉四夫、芳賀良一、高津昭三、中田五一、田中英雄、田中亮、小林晴次郎、杉山博。1956年度には高津に代わり宮田イ徳と熊沢誠義が加わり、1957年度には宇田川竜男が加わった。

### 哺乳類研究グループ
1960年に「ネズミ研究グループ」から改称。1979年の代表は田中亮。1987年に「日本哺乳動物学会」と合併した。

## 大会
| 年度 | 会期                         | 会場                             | 備考                                                     |
| ---- | ---------------------------- | -------------------------------- | -------------------------------------------------------- |
| 2001 | 2001年10月5日 - 8日          | 琉球大学                         |                                                          |
| 2002 | 2002年10月3日 - 6日          | 富山大学                         |                                                          |
| 2003 | 2003年9月20日 - 23日         | 岩手大学                         |                                                          |
| 2004 | 2004年10月8日 - 11日         | 東京農業大学                     |                                                          |
| 2005 | -                            | -                                | 第9回国際哺乳類学会議(2005年7月31日 - 8月5日 札幌)を主催 |
| 2006 | 2006年10月14日 - 17日        | 京都大学                         |                                                          |
| 2007 | 2007年9月14日 - 17日         | 東京農工大学                     |                                                          |
| 2008 | 2008年9月12日 - 15日         | 山口大学                         |                                                          |
| 2009 | 2009年11月21日 - 24日        | 台湾大学                         |                                                          |
| 2010 | 2010年9月17日 - 20日         | 岐阜大学                         | 第16回野生生物保護学会との合同大会                       |
| 2011 | 2011年9月8日 - 11日          | 宮崎市民プラザ、宮崎観光ホテル   |                                                          |
| 2012 | 2012年9月20日 - 23日         | 麻布大学                         |                                                          |
| 2013 | 2013年9月6日 - 9日           | 岡山理科大学                     |                                                          |
| 2014 | 2014年9月4日 - 7日           | 京都大学吉田キャンパス           |                                                          |
| 2015 | 2015年7月26日 - 30日         | 札幌コンベンションセンター       |                                                          |
| 2016 | 2016年9月23日 - 26日         | 筑波大学                         |                                                          |
| 2017 | 2017年9月8日 - 11日          | 富山大学                         |                                                          |
| 2018 | 2018年9月7日 - 10日          | 信州大学伊那キャンパス           |                                                          |
| 2019 | 2019年9月15日 - 18日         | 中央大学後楽園キャンパス理工学部 |                                                          |
| 2020 | -                            | -                                | 新型コロナウイルスの拡大により中止                       |
| 2021 | 2021年8月28日 - 31日         | オンライン開催                   |                                                          |
| 2022 | 2022年8月26日 - 29日         | オンライン＋三重大学生物資源学部 |                                                          |
| 2023 | 2023年9月7日 - 10日          | 琉球大学                         | 100周年記念大会                                          |
| 2024 | 2024年9月6日 - 9日           | 兵庫県立大学                     |                                                          |
| 2025 | 2025年8月22日 - 25日（予定） | 北海道江別市、札幌市             | 北海道大会                                               |
|      |                              |                                  |                                                          |

## 過去の総会等
- 1923年（大正12年）1月25日: 日本哺乳動物学会（第1回会合）[30]。
- 1970年4月26日：日本哺乳動物学会1970年度総会 国立科学博物館階段講義室、東京[31]。
- 1970年10月31日：日本哺乳動物学会第100回例会 国立科学博物館階段講義室、東京[32]。阿部学日本の鳥獣保護、管理の問題点。丸山直樹シカの生態学的研究、丹沢山塊の場合。
- 1972年5月27日：日本哺乳動物学会昭和47年度総会 国立科学博物館本館階段講義室・実験講義室、東京[24]．柴田敏隆・内藤靖彦・粕谷俊雄・大隅清治・長谷川善和・矢部辰男・今泉吉典・吉行瑞子。
- 1974年1月26日：日本哺乳動物学会第110回例会 女子栄養大学、東京、今泉忠明、小原秀雄[33]。
- 1974年4月28日：日本哺乳動物学会昭和49年度総会 女子栄養大学、東京[33]．シンポジウム「いわゆる島嶼型について」司会：柴内俊次、話題提供：今泉吉典、小原秀雄。
- 1975年4月27日：日本哺乳動物学会昭和50年度総会 女子栄養大学、東京[34]．
- 1976年4月24日：日本哺乳動物学会120回例会 女子栄養大学、東京[35]。内藤靖彦、花輪伸一。
- 1980年6月8日：日本哺乳動物学会昭和55年度大会 女子栄養大学、東京。参加者数91名、演題数17。会費の値上げを決定、一般3,500円を4,000円に、学生2,000円を3,500円に[26]。
- 1980年7月11日：日本哺乳動物学会評議員会 国立科学博物館別館、東京。事務局長と事務局員（会計幹事と庶務幹事）の再任を決定。会計、庶務の一部を財団法人学会事務センターに委託することを決定[26]。この委託は後の学会事務センター破綻で終了する[36]。
- 1981年6月6日 - 7日：日本哺乳動物学会昭和56年度大会 大阪市立自然史博物館、大会実行委員長：朝日稔[37][26]。特別講演：正井秀夫「生態からみた哺乳類の脳形態」[38]。
- 1982年6月26日 - 27日：日本哺乳動物学会昭和57年度大会 女子栄養大学[38]。
- 1986年5月24日 - 25日：昭和61年度日本哺乳動物学会・哺乳類研究グループ合同大会及び日本哺乳類学会設立準備総会 横須賀市自然・人文博物館[39]。

## 出版物

### 会誌
- "Mammal Study"[40]
- 『哺乳類科学 = Mammalian science』（1961年 - ）[41][42]

### 過去の会報
- 『哺乳動物学雑誌: The Journal of the Mammalogical Society of Japan』（1952年 - 1986年）[43]
- 『哺乳動物学会報』

### 書籍
- S. D. Ohdachi; Y. Ishibashi; M. A. Iwasa et al., eds. (2009-07-15) (英語), The Wild Mammals of Japan, 松香堂書店, ISBN 978-4879746269, 第2版 S. D. Ohdachi; Y. Ishibashi; M. A. Iwasa et al., eds. (2015-07) (英語), The Wild Mammals of Japan(2nd Edition), 松香堂書店, ISBN 978-4-87974-691-7

## 各種賞

### 日本哺乳類学会特別賞
2011年度より設けられた賞で、「日本哺乳類学会特別賞規定により，長年にわたり哺乳類学ならびに日本哺乳類学会の発展に寄与した会員」を対象とする。受賞者については公式サイトを参照した。
2011年度
大隅清治
小野勇一
吉行瑞子
2012年度
森脇和郎
長谷川善和
2013年度
和田一雄
土肥昭夫
金子之史
2014年度
河合雅雄
村上興正
2016年度
織田銑一
2019年度
三浦慎悟
2020年度
高槻成紀
2021年度
山田文雄
2022年度
該当者なし
2023年度
石井信夫
2024年度
伊澤雅子

### 日本哺乳類学会賞
2008年度より設けられた賞で、規定により「哺乳類学に関する一連の研究を通じて国際的にも評価される成果をあげ，哺乳類学の発展に多大な貢献をした会員」を対象とする。受賞者については公式サイトを参照した。
2008年度
内田照章
森脇和郎
2009年度
阿部永
2010年度
大泰司紀之
土屋公幸
2011年度
長谷川善和
2013年度
粕谷俊雄
2014年度
遠藤秀紀
2015年度
鈴木仁
2016年度
梶光一
2017年度
本川雅治
2018年度
齊藤隆
2019年度
増田隆一
2020年度
押田龍夫
2021年度
田村典子（林典子）
2022年度
島田卓哉
2023年度
大舘智志
2024年度
川田伸一郎

### 日本哺乳類学会功労賞
2014年度より設けられた賞で、規定により「研究業績に限らず日本哺乳類学会あるいは哺乳類学の発展に寄与・貢献した個人又は団体」を顕彰する。会員に限らず、故人も対象となる。受賞者については公式サイトを参照した。
2014年度（第1回）
有限会社麻里府商事（代表：安田昌明）
2017年度（第4回）
遠藤公男
宮尾嶽雄
2018年度（第5回）
光明義文
細田徹治
2021年度（第8回）
林良恭（LIN Liang-Kong）
中西印刷株式会社（代表取締役社長：中西秀彦、営業担当：竹原俊博、編集担当：石田恵奈美）
2022年度（第9回）
飯島正広
2023年度（第10回）
柏木牧子
2024年度（第11回）
薮内正幸

### 日本哺乳類学会奨励賞
2003年度より設けられた賞で、規定により「国内外の哺乳類学の発展に寄与する優れた研究活動を展開し，今後の活躍が期待される若手の会員」を対象とする。

### 日本哺乳類学会論文賞
2009年度より設けられた賞で、規定により「本学会英文誌「Mammal Study」に掲載された研究論文の中から，選考手続きを経て選ばれた優れた研究論文」に授けられる。

### 日本哺乳類学会優秀発表賞
2008年度より設けられた賞で、規定により「毎年の日本哺乳類学会大会において，優れた研究発表を行い，今後の研究の発展が期待される会員」に授けられる。2022年度大会までは「日本哺乳類学会ポスター賞」という名称であった。

## その他

### 大映『白い山脈』事件
今村貞雄監督による長編記録映画『白い山脈』（大映、1957、第10回カンヌ国際映画祭コンペティション部門上映）は、『カラコルム』（日本映画新社、1956）や『マナスルに立つ』（毎日映画社、1956）など各社の劇場用長篇記録映画が人気を集めるなか、大映が発表した意欲作。日本アルプスに2年間のロケーションを敢行し、雄大な自然と動物の生態をイーストマンカラーで記録したもので、当時同社が配給元となりヒットした『砂漠は生きている』（1953）などのディズニー作品と比較された。監督には生物映画研究所を主宰する今村貞雄があたり、大自然の闘争を《再現》すべく多大な労力を割いたが、公開後に専門的な見地から日本哺乳動物学会が問題を指摘するなど、岩波映画の『ひとりの母の記録』（1955）とともにフィクションとノンフィクションの境界をめぐる論争の的となった作品でもあった。